# Hypsiboas alfaroi
Espèce
Hypsiboas alfaroi est une espèce d'amphibiens de la famille des Hylidae.

## Répartition
Cette espèce est endémique de l'Équateur. Elle se rencontre entre 176 et 350 m d'altitude dans les provinces de Sucumbíos, d'Orellana et de Napo.

## Description

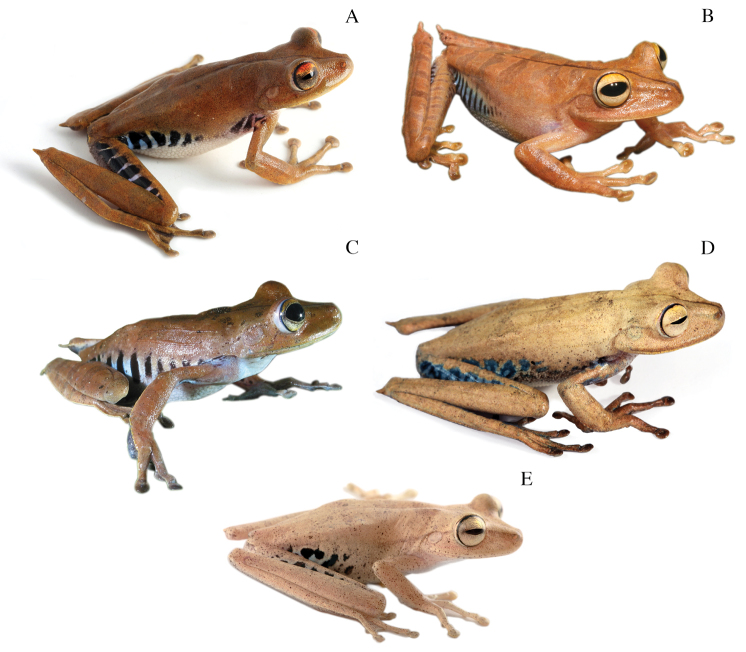
Hypsiboas alfaroi femelle (E)

Les 32 spécimens adultes mâles observés lors de la description originale mesurent entre 27,91 mm et 36,27 mm de longueur standard et les 12 spécimens adultes femelles observés lors de la description originale mesurent entre 39,68 mm et 49,21 mm de longueur standard.

## Étymologie
Cette espèce est nommée en l'honneur de Eloy Alfaro Delgado.

## Publication originale
- Caminer & Ron, 2014 : Systematics of treefrogs of the Hypsiboas calcaratus and Hypsiboas fasciatus species complex (Anura, Hylidae) with the description of four new species. ZooKeys, no 370, p. 1–68 (texte intégral).